# Арбузный
Арбузный — ручей в России, протекает по Саратовской области. Устье реки находится в 9 км по левому берегу реки Маза. Длина реки составляет 10 км.

## Данные водного реестра
По данным государственного водного реестра России относится к Нижневолжскому бассейновому округу, водохозяйственный участок реки — Терешка от истока и до устья. Речной бассейн реки — Волга от верховий Куйбышевского вдхр. до впадения в Каспий.
Код объекта в государственном водном реестре — 11010001912112100010424.